# سیارک ۱۲۸۲۹۷
سیارک ۱۲۸۲۹۷ (به انگلیسی: 128297 Ashlevi، نامگذاری:2003XD11) صد و بیست و هشت هزار و دویست و نود و هفتمین سیارک کشف شده‌است که در ۱۳ دسامبر ۲۰۰۳ کشف شد.